# コロンビア川台地

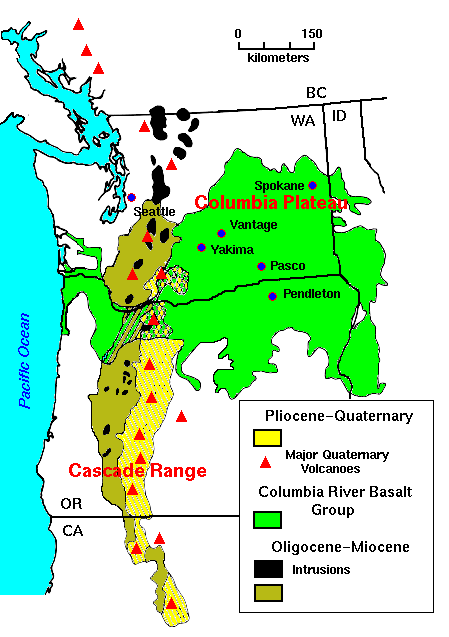
コロンビア川台地の上に広がる都市群。ワシントン州のスポケーン、ヴァンテージ（Vantage）、ヤキマとパスコ。そして、オレゴン州の都市であるペンドルトン。

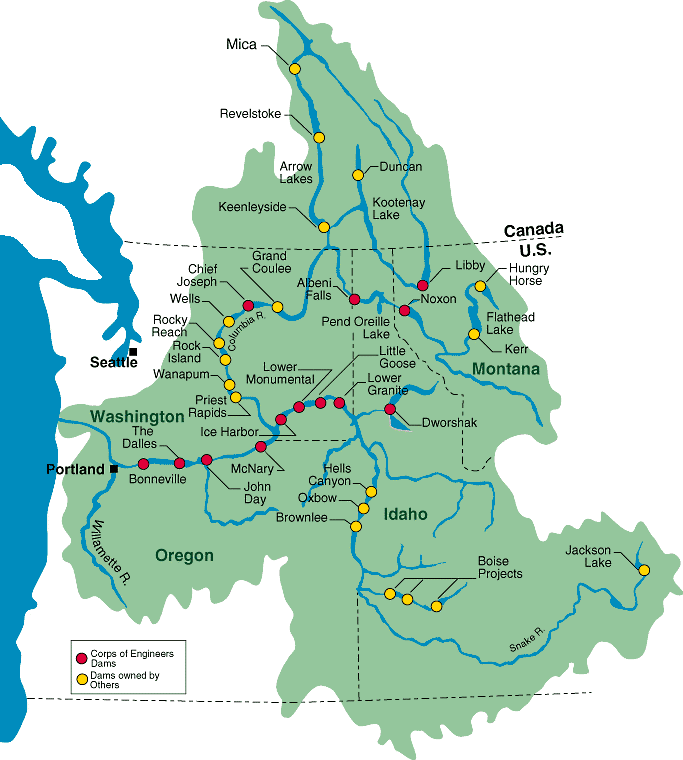
Columbia River Basin

コロンビア川台地（コロンビアがわだいち、英語: Columbia Plateau）は、アメリカ合衆国のワシントン州、オレゴン州、アイダホ州にまたがって広がっている。
新生代中新世末期から鮮新世早期にかけて、この地で大規模な噴火が起こった。これまでに地上に吹き出した中で最大級の洪水玄武岩の内の一回が太平洋岸側北西部のおよそ160,000km2を覆い尽くした。溶岩は巨大火成岩岩石区を形成した。およそ、1000万から1500万年間にわたり、冷え固まったマグマの上を溶岩流が覆い尽くし、また冷えて固まり、ということが繰り返された。その厚みを足し合わせると、溶岩は1.8kmもの厚みになった。マグマが地表に出てくるにつれて、地殻は徐々に、湧き上がってくる溶岩によって失われた空間の中に沈み込んだ。地殻の沈下は、大きな、そして、わずかに落ちくぼんだ溶岩平原を作り上げた。
その場所は、現在、コロンビア盆地、もしくはコロンビア川台地として知られている。
古代のコロンビア川は、北西方向に押し寄せてくる溶岩によって、その現在のコースに押し込められた。溶岩の一部がコロンビア川流域にも流れ込み、溶岩は峡谷を堰き止め、ダムを造り、最終的に堰止め湖を作り上げた。これらの古代の湖底では、葉の印象化石、石化木、昆虫化石、脊椎動物の骨などが見つかる。